# شینتارو میاموتو
شینتارو میاموتو (به ژاپنی: 宮本信太郎 Shintaro Miyamoto)، تدوین‌گر ژاپنی بود. او طیف گسترده‌ای از آثار را ویرایش کرده است. از جمله فیلم‌هایی که او ویراستار/تدوین‌گر فیلم بوده است می‌توان از
۱۳ آدم‌کش (فیلم ۱۹۶۳) و نبردهای بدون افتخار و انسانیت (فیلم) (۱۹۷۳) نام برد.